# 킨나라

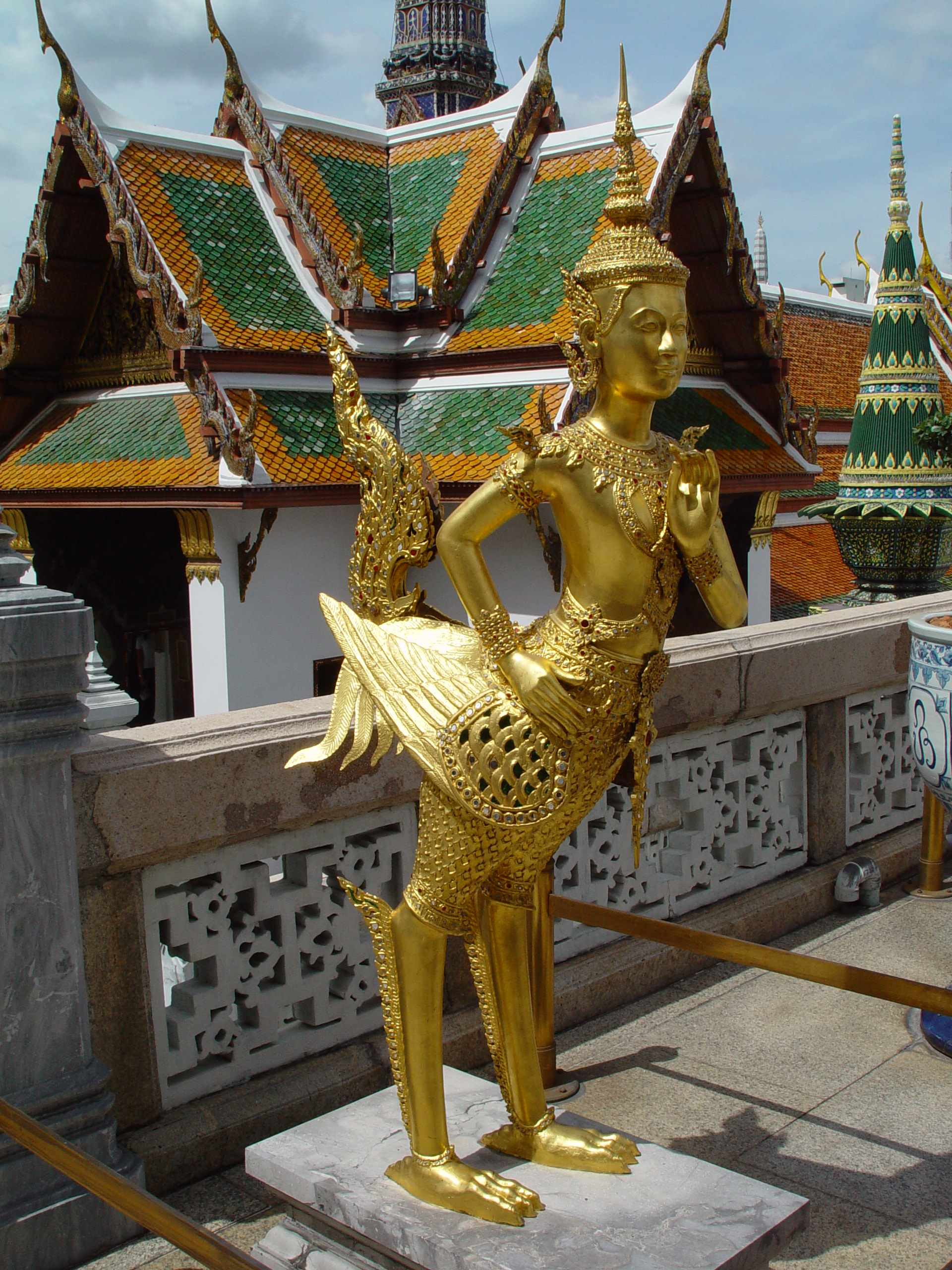
왓 프라깨오에 있는 킨나라의 동상.

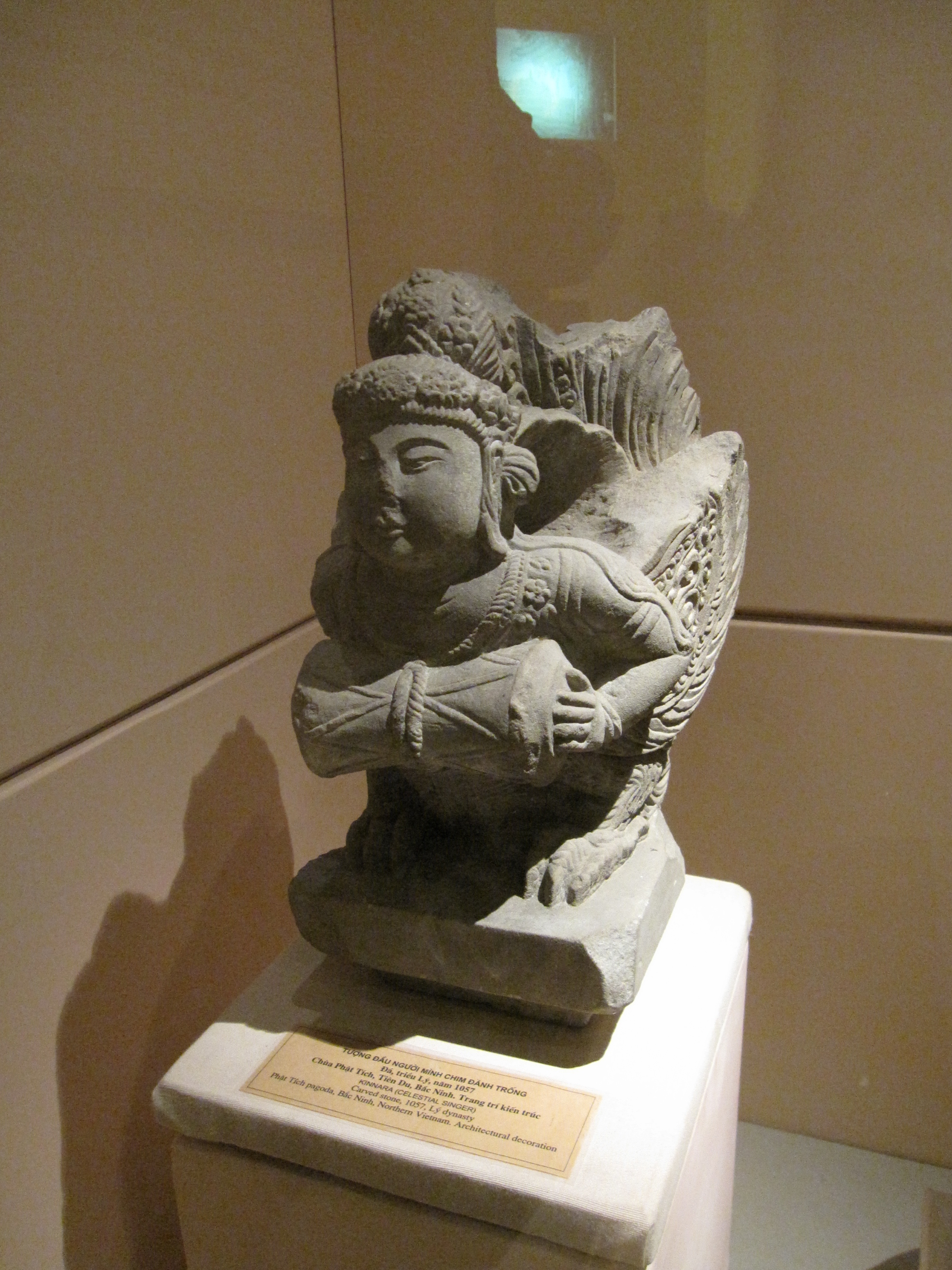
베트남 리 왕조의 킨나라 동상

킨나라(산스크리트어: किन्नर) 또는 긴나라(緊那羅)는 인도 신화에 나오는 생물이다. 그들은 반인반조로 묘사되며 음악과 사랑과 강한 연관성을 가지고 있다. 이들은 히말라야에서 온 것으로 믿어지며 종종 문제나 위험이 닥쳤을 때 인간의 안녕을 지켜준다. 고대 인도 현악기는 킨나리 비나로 알려져 있다. 그들의 성격은 마하바라타의 아디 파르바에서도 다음과 같이 언급되고 있다.
우리는 영원한 연인이자 사랑하는 사람이다. 우리는 결코 헤어지지 않는다. 우리는 영원히 남편과 아내이다. 우리는 어머니와 아버지가 되지 않는다. 우리 무릎에는 자손이 보이지 않는다. 우리는 연인이고 사랑받는 사람이다. 우리 사이에는 어떤 제3의 생명체도 사랑을 요구하는 것을 허락하지 않는다. 우리의 삶은 영원한 쾌락의 삶이다.

그들은 힌두교 문헌뿐만 아니라 자타카와 법화경을 포함한 수많은 불교 문헌에도 등장한다. 동남아시아 불교 신화에서 킨나라의 여성 대응체인 킨나리는 반조반녀 생물로 묘사된다. 신화 속의 히마반 히마반타에 서식하는 많은 생물 중 하나인 킨나리는 여자의 머리, 몸통, 팔과 백조의 날개, 꼬리, 발을 가지고 있다. 그들은 춤, 노래, 시로 유명하며 여성의 아름다움, 우아함, 성취를 상징하는 전통적인 상징이다.
에드워드 H. 샤퍼는 동아시아 종교 예술에서 킨나라가 반인반조의 생물인 칼라빈카와 종종 혼동되지만, 둘은 실제로는 별개이며 관련이 없다고 지적한다.

## 같이 보기
- 가릉빈가
- 켄타우로스
- 사티로스
- 하르피이아
- 세이렌
- 날개옷 설화

## 추가 읽기
- Degener, Almuth. "MIGHTY ANIMALS AND POWERFUL WOMEN: On the Function of Some Motifs from Folk Literature in the Khotanese Sudhanavadana." In Multilingualism and History of Knowledge: Vol. I: Buddhism among the Iranian Peoples of Central Asia, edited by JENS E. BRAARVIG, GELLER MARKHAM J., SADOVSKI VELIZAR, SELZ GEBHARD, DE CHIARA MATTEO, MAGGI MAURO, and MARTINI GIULIANA, 103-30. Wien: Austrian Academy of Sciences Press, 2013. www.jstor.org/stable/j.ctt1vw0pkz.8.
- Jaini, Padmanabh S. "The Story of Sudhana and Manoharā: An Analysis of the Texts and the Borobudur Reliefs." Bulletin of the School of Oriental and African Studies, University of London 29, no. 3 (1966): 533-58. www.jstor.org/stable/611473.